# Aprostocetus pauliani
Aprostocetus pauliani är en stekelart som beskrevs av Jean Risbec 1952. Aprostocetus pauliani ingår i släktet Aprostocetus och familjen finglanssteklar.
Artens utbredningsområde är Madagaskar. Inga underarter finns listade i Catalogue of Life.